# Arroyo Camalote
Arroyo Camalote är en ort i Mexiko.   Den ligger i kommunen San Lucas Ojitlán och delstaten Oaxaca, i den sydöstra delen av landet, 300 km sydost om huvudstaden Mexico City. Arroyo Camalote ligger 90 meter över havet och antalet invånare är 581.
Terrängen runt Arroyo Camalote är platt åt sydväst, men åt nordost är den kuperad. Runt Arroyo Camalote är det ganska glesbefolkat, med 39 invånare per kvadratkilometer. Närmaste större samhälle är San Lucas Ojitlán, 3,2 km söder om Arroyo Camalote. Omgivningarna runt Arroyo Camalote är en mosaik av jordbruksmark och naturlig växtlighet.